# Jean-Baptiste Abbeloos
Jean-Baptiste Abbeloos (1836-1906), recteur de l'université catholique de Louvain, en Belgique, est un spécialiste du christianisme oriental. Il fut le promoteur d'un enseignement donné également en néerlandais pour la première fois dans l'université en 1890, avant même les conflits communautaires qui devaient se manifester au début du siècle suivant.